# Сен-Шан
Сен-Шан (фр. Saint-Champ) — коммуна во Франции, находится в регионе Рона — Альпы. Департамент коммуны — Эн. Входит в состав кантона Белле. Округ коммуны — Белле.
Код коммуны — 01341.

## Население
Население коммуны на 2010 год составляло 139 человек.
| 1962 | 1968 | 1975 | 1982 | 1990 | 1999 | 2010 |
| ---- | ---- | ---- | ---- | ---- | ---- | ---- |
| 131  | 110  | 98   | 127  | 143  | 132  | 139  |